# Ishockey vid olympiska vinterspelen för ungdomar 2024 – Herrarnas turnering
Herrarnas turnering i ishockey vid olympiska vinterspelen för ungdomar 2024 hölls mellan den 27 och 31 januari 2024 i Gangneung hockeycenter i Gangneung i Sydkorea. Sex nationer deltog i turneringen och spelarna var antingen födda 2008 eller 2009.

## Lag[2]
| Kanada    | Målvakter: Mateo Beites, Colin Ellsworth, Carter Esler Backar: David Croskery, Ryan Lin, Zachary Nyman, Cameron Chartrand, Daxon Rudolph, Keaton Verhoeff Forwards: Alessandro di Iorio, Beckham Edwards, Tynan Lawrence, Aiden O'Donnell, Mathis Preston, Liam Ruck, Markus Ruck, Adam Valentini, Braidy Wassilyn |
| Tjeckien  | Målvakter: Jan Láryš, František Poletín, Martin Psohlavec Backar: Jakub Daněk, Lukáš Kachlíř, Václav Nedorost, Ben Reisnecker, Ondřej Ruml, Jakub Vaněček Forwards: Šimon Bělohorský, Jan Hrček, David Huk, Šimon Katolický, Adam Klaus, Filip Novák, Tobiáš Sekanina, Petr Tomek, Matěj Weiss                     |
| Finland   | Målvakter: William Gammals, Pyry Lammi, Vili Varonen Backar: Samu Alalauri, Nooa Järvenpää, Juho Piiparinen, Lauri Rantanen, Julius Suominen, Eelis Uronen Forwards: Luka Arkko, Wilmer Kallio, Viljo Kähkönen, Matias Myllyniemi, Milo Nuutinen, Rasmus Rinne, Oliver Suvanto, Oliver Torkki                      |
| Slovakien | Målvakter: Dávid Dvořák, Dominik Barčák, Samuel Hrenák Backar: Jakub Syrný, Marko Požgay, Adam Goljer, Roderik Černák, Filip Kovalčík, Matej Bereš Forwards: Juraj Rausa, Alexej Kubat, Kristian Macák, Timur Trebula, Michal Plančár, Matej Stankoven, Kristian Rezničák, Jonas Ďurčo, Ivan Matta                 |
| Sydkorea  | Målvakter: Song Geun-woo, Lee Dong-geun, Lim Jae-hun Backar: Kim San, Ahn Geon-u, Park Moo-jin, Lee Young-min, Lee Jee-ahn, Lee Hyeong-jin Forwards: Gong Si-wan, Ryu Hang-yul, Yeo Jun-soo, Lee Seung-jae, Kwak Kyeong-min, Kwak Woo-jin, Min Dong-wook, Cho Seung-hyun, Han Sang-yoon                            |
| USA       | Målvakter: Gavin Weeks, Xavier Wendt Backar: Abe Barnett, AJ Francisco, Logan Lutner, Jackson Marthaler, Tyler Martyniuk, Luke Schairer Forwards: Michael Berchild, Cole Bumgarner, Aurelio Garcia, Shaeffer Gordon-Carroll, JP Hurlbert, Logan Stuart, Spencer Thornborough, Zane Torre, Parker Trottier          |

## Gruppspel
Alla tider är koreansk normaltid (UTC+9)

### Grupp A
| Pos | Lag       | S | V | ÖV | ÖF | F | GM | IM | MS | P | Kvalificering |
| --- | --------- | - | - | -- | -- | - | -- | -- | -- | - | ------------- |
| 1   | Tjeckien  | 2 | 1 | 1  | 0  | 0 | 9  | 7  | +2 | 5 | Semifinaler   |
| 2   | USA       | 2 | 0 | 1  | 1  | 0 | 10 | 10 | 0  | 3 | Semifinaler   |
| 3   | Slovakien | 2 | 0 | 0  | 1  | 1 | 6  | 8  | −2 | 1 |               |

|       | 27 januari 2024 | Slovakien                                                                        | 4 – 5 (e.str.)                 | USA                                                                               | Gangneung hockeycenter                              |                                                     |
| 14:00 | 14:00           | (1–1, 3–1, 0–2, 0–1) Summering                                                   | (1–1, 3–1, 0–2, 0–1) Summering | (1–1, 3–1, 0–2, 0–1) Summering                                                    | Publik: 4 056 Domare: Rasmus Ankersen Joseph Sewell | Publik: 4 056 Domare: Rasmus Ankersen Joseph Sewell |
| 14:00 | 14:00           |                                                                                  |                                |                                                                                   | Publik: 4 056 Domare: Rasmus Ankersen Joseph Sewell | Publik: 4 056 Domare: Rasmus Ankersen Joseph Sewell |
| 14:00 | 14:00           | Syrný (Kubat) (11:36)                                                            | Period 1                       | (01:37) Torre (Schairer, Garcia)                                                  | Publik: 4 056 Domare: Rasmus Ankersen Joseph Sewell | Publik: 4 056 Domare: Rasmus Ankersen Joseph Sewell |
| 14:00 | 14:00           | Ďurčo (Rausa, Goljer) (PP) (22:10) Rezničák (24:15) Rezničák (Stankoven) (29:14) | Period 2                       | (18:43) Hurlbert (Francisco, Berchild) (PP)                                       | Publik: 4 056 Domare: Rasmus Ankersen Joseph Sewell | Publik: 4 056 Domare: Rasmus Ankersen Joseph Sewell |
| 14:00 | 14:00           | Inga mål                                                                         | Period 3                       | (36:57) Bumgarner (Stuart, Marthaler) (44:06) Torre (Trottier, Berchild) (PP, EA) | Publik: 4 056 Domare: Rasmus Ankersen Joseph Sewell | Publik: 4 056 Domare: Rasmus Ankersen Joseph Sewell |
| 14:00 | 14:00           | Ďurčo · Goljer                                                                   | Straffar                       | Hurlbert · Berchild · Francisco                                                   | Publik: 4 056 Domare: Rasmus Ankersen Joseph Sewell | Publik: 4 056 Domare: Rasmus Ankersen Joseph Sewell |

|       | 28 januari 2024 | Tjeckien                                                                              | 3 – 2                     | Slovakien                                        | Gangneung hockeycenter                                |                                                       |
| 14:00 | 14:00           | (0–0, 0–0, 3–2) Summering                                                             | (0–0, 0–0, 3–2) Summering | (0–0, 0–0, 3–2) Summering                        | Publik: 3 830 Domare: Mathieu Boudreau Oskar Øvstedal | Publik: 3 830 Domare: Mathieu Boudreau Oskar Øvstedal |
| 14:00 | 14:00           |                                                                                       |                           |                                                  | Publik: 3 830 Domare: Mathieu Boudreau Oskar Øvstedal | Publik: 3 830 Domare: Mathieu Boudreau Oskar Øvstedal |
| 14:00 | 14:00           | Inga mål                                                                              | Period 1                  | Inga mål                                         | Publik: 3 830 Domare: Mathieu Boudreau Oskar Øvstedal | Publik: 3 830 Domare: Mathieu Boudreau Oskar Øvstedal |
| 14:00 | 14:00           | Inga mål                                                                              | Period 2                  | Inga mål                                         | Publik: 3 830 Domare: Mathieu Boudreau Oskar Øvstedal | Publik: 3 830 Domare: Mathieu Boudreau Oskar Øvstedal |
| 14:00 | 14:00           | Katolický (Kachlíř, Novák) (PP) (36:08) Katolický (Novák) (37:06) Tomek (ENG) (44:17) | Period 3                  | (33:09) Kubat (Plančár) (44:34) Kovalčík (Macák) | Publik: 3 830 Domare: Mathieu Boudreau Oskar Øvstedal | Publik: 3 830 Domare: Mathieu Boudreau Oskar Øvstedal |
| 14:00 | 14:00           |                                                                                       |                           |                                                  | Publik: 3 830 Domare: Mathieu Boudreau Oskar Øvstedal | Publik: 3 830 Domare: Mathieu Boudreau Oskar Øvstedal |

|       | 29 januari 2024 | USA                                                                                         | 5 – 6 (e.str.)                 | Tjeckien                                                      | Gangneung hockeycenter                                 |                                                        |
| 14:00 | 14:00           | (3–1, 2–2, 0–2, 0–1) Summering                                                              | (3–1, 2–2, 0–2, 0–1) Summering | (3–1, 2–2, 0–2, 0–1) Summering                                | Publik: 3 203 Domare: Mathieu Boudreau Adler Steenstra | Publik: 3 203 Domare: Mathieu Boudreau Adler Steenstra |
| 14:00 | 14:00           |                                                                                             |                                |                                                               | Publik: 3 203 Domare: Mathieu Boudreau Adler Steenstra | Publik: 3 203 Domare: Mathieu Boudreau Adler Steenstra |
| 14:00 | 14:00           | Barnett (Francisco, Marthaler) (05:48) Berchild (Trottier) (09:30) Stuart (Barnett) (14:59) | Period 1                       | (08:39) Katolický (Kachlíř, Tomek) (PP)                       | Publik: 3 203 Domare: Mathieu Boudreau Adler Steenstra | Publik: 3 203 Domare: Mathieu Boudreau Adler Steenstra |
| 14:00 | 14:00           | Schairer (Hurlbert, Berchild) (20:45) Hurlbert (27:18)                                      | Period 2                       | (22:29) Katolický (Tomek) (25:57) Ruml (Nedorost, Hanyš) (PP) | Publik: 3 203 Domare: Mathieu Boudreau Adler Steenstra | Publik: 3 203 Domare: Mathieu Boudreau Adler Steenstra |
| 14:00 | 14:00           | Inga mål                                                                                    | Period 3                       | (37:26) Novák (SH) (42:49) Novák (Tomek)                      | Publik: 3 203 Domare: Mathieu Boudreau Adler Steenstra | Publik: 3 203 Domare: Mathieu Boudreau Adler Steenstra |
| 14:00 | 14:00           | Hurlbert · Berchild · Francisco · Stuart · Bumgarner · Torre                                | Straffar                       | Katolický · Huk · Novák · Tomek · Kachlíř · Nedorost          | Publik: 3 203 Domare: Mathieu Boudreau Adler Steenstra | Publik: 3 203 Domare: Mathieu Boudreau Adler Steenstra |

### Grupp B
| Pos | Lag          | S | V | ÖV | ÖF | F | GM | IM | MS  | P | Kvalificering |
| --- | ------------ | - | - | -- | -- | - | -- | -- | --- | - | ------------- |
| 1   | Kanada       | 2 | 2 | 0  | 0  | 0 | 12 | 1  | +11 | 6 | Semifinaler   |
| 2   | Finland      | 2 | 1 | 0  | 0  | 1 | 4  | 5  | −1  | 3 | Semifinaler   |
| 3   | Sydkorea (H) | 2 | 0 | 0  | 0  | 2 | 1  | 11 | −10 | 0 |               |

|       | 27 januari 2024 | Sydkorea                  | 0 – 8                     | Kanada                                                                                                 | Gangneung hockeycenter                               |                                                      |
| 20:00 | 20:00           | (0–3, 0–2, 0–3) Summering | (0–3, 0–2, 0–3) Summering | (0–3, 0–2, 0–3) Summering                                                                              | Publik: 3 877 Domare: Oskar Øvstedal Adler Steenstra | Publik: 3 877 Domare: Oskar Øvstedal Adler Steenstra |
| 20:00 | 20:00           |                           |                           | | Publik: 3 877 Domare: Oskar Øvstedal Adler Steenstra | Publik: 3 877 Domare: Oskar Øvstedal Adler Steenstra |
| 20:00 | 20:00           | Inga mål                  | Period 1                  | (01:38) Preston (M. Ruck, Lin) (PP) (03:03) L. Ruck (Preston) (PP) (11:32) L. Ruck (M. Ruck, Verhoeff) | Publik: 3 877 Domare: Oskar Øvstedal Adler Steenstra | Publik: 3 877 Domare: Oskar Øvstedal Adler Steenstra |
| 20:00 | 20:00           | Inga mål                  | Period 2                  | (15:09) Di Iorio (21:34) L. Ruck (M. Ruck) (SH)                                                        | Publik: 3 877 Domare: Oskar Øvstedal Adler Steenstra | Publik: 3 877 Domare: Oskar Øvstedal Adler Steenstra |
| 20:00 | 20:00           | Inga mål                  | Period 3                  | (35:32) Lawrence (O'Donnell) (38:25) O'Donnell (Di Iorio) (SH) (44:52) Valentini                       | Publik: 3 877 Domare: Oskar Øvstedal Adler Steenstra | Publik: 3 877 Domare: Oskar Øvstedal Adler Steenstra |
| 20:00 | 20:00           |                           |                           | | Publik: 3 877 Domare: Oskar Øvstedal Adler Steenstra | Publik: 3 877 Domare: Oskar Øvstedal Adler Steenstra |

|       | 28 januari 2024 | Finland                                                 | 3 – 1                     | Sydkorea                  | Gangneung hockeycenter                              |                                                     |
| 20:00 | 20:00           | (1–1, 2–0, 0–0) Summering                               | (1–1, 2–0, 0–0) Summering | (1–1, 2–0, 0–0) Summering | Publik: 3 713 Domare: Rasmus Ankersen Joseph Sewell | Publik: 3 713 Domare: Rasmus Ankersen Joseph Sewell |
| 20:00 | 20:00           |                                                         |                           |                           | Publik: 3 713 Domare: Rasmus Ankersen Joseph Sewell | Publik: 3 713 Domare: Rasmus Ankersen Joseph Sewell |
| 20:00 | 20:00           | Arkko (Alalauri, Kähkönen) (11:05)                      | Period 1                  | (01:01) Gong (Lee S.)     | Publik: 3 713 Domare: Rasmus Ankersen Joseph Sewell | Publik: 3 713 Domare: Rasmus Ankersen Joseph Sewell |
| 20:00 | 20:00           | Myllyniemi (24:31) Torkki (Järvenpää, Kähkönen) (28:53) | Period 2                  | Inga mål                  | Publik: 3 713 Domare: Rasmus Ankersen Joseph Sewell | Publik: 3 713 Domare: Rasmus Ankersen Joseph Sewell |
| 20:00 | 20:00           | Inga mål                                                | Period 3                  | Inga mål                  | Publik: 3 713 Domare: Rasmus Ankersen Joseph Sewell | Publik: 3 713 Domare: Rasmus Ankersen Joseph Sewell |
| 20:00 | 20:00           |                                                         |                           |                           | Publik: 3 713 Domare: Rasmus Ankersen Joseph Sewell | Publik: 3 713 Domare: Rasmus Ankersen Joseph Sewell |

|       | 29 januari 2024 | Kanada                                                                            | 4 – 1                     | Finland                                      | Gangneung hockeycenter                               |                                                      |
| 20:00 | 20:00           | (1–0, 0–0, 3–1) Summering                                                         | (1–0, 0–0, 3–1) Summering | (1–0, 0–0, 3–1) Summering                    | Publik: 2 083 Domare: Rasmus Ankersen Oskar Øvstedal | Publik: 2 083 Domare: Rasmus Ankersen Oskar Øvstedal |
| 20:00 | 20:00           |                                                                                   |                           |                                              | Publik: 2 083 Domare: Rasmus Ankersen Oskar Øvstedal | Publik: 2 083 Domare: Rasmus Ankersen Oskar Øvstedal |
| 20:00 | 20:00           | Di Iorio (Edwards) (11:40)                                                        | Period 1                  | Inga mål                                     | Publik: 2 083 Domare: Rasmus Ankersen Oskar Øvstedal | Publik: 2 083 Domare: Rasmus Ankersen Oskar Øvstedal |
| 20:00 | 20:00           | Inga mål                                                                          | Period 2                  | Inga mål                                     | Publik: 2 083 Domare: Rasmus Ankersen Oskar Øvstedal | Publik: 2 083 Domare: Rasmus Ankersen Oskar Øvstedal |
| 20:00 | 20:00           | Di Iorio (Chartrand) (35:03) Lin (SH2) (37:52) Di Iorio (O'Donnell) (ENG) (43:20) | Period 3                  | (38:32) Alalauri (Piiparinen, Suvanto) (PP2) | Publik: 2 083 Domare: Rasmus Ankersen Oskar Øvstedal | Publik: 2 083 Domare: Rasmus Ankersen Oskar Øvstedal |
| 20:00 | 20:00           |                                                                                   |                           |                                              | Publik: 2 083 Domare: Rasmus Ankersen Oskar Øvstedal | Publik: 2 083 Domare: Rasmus Ankersen Oskar Øvstedal |

## Slutspel
|  | Semifinaler      | Semifinaler |            |   | Final | Final |
|  |                  |             |            |   |       |       |
|  | 30 januari       |             |            |   |       |       |
|  |                  |             |            |   |       |       |
|  | Tjeckien         | 3           |            |   |       |       |
|  | Tjeckien         | 3           | 31 januari |   |       |       |
|  | Finland          | 1           |            |   |       |       |
|  | Finland          | 1           | Tjeckien   | 0 |       |       |
|  | 30 januari       |             | Tjeckien   | 0 |       |       |
|  |                  | USA         | 4          |   |       |       |
|  | Kanada           | USA         | 4          | 5 |       |       |
|  | Kanada           |             |            | 5 |       |       |
|  | USA (e.str.)     | 6           |            |   |       |       |
|  | USA (e.str.)     | 6           | Bronsmatch |   |       |       |
|  |                  |             |            |   |       |       |
|  | 31 januari       |             |            |   |       |       |
|  |                  |             |            |   |       |       |
|  | Kanada           | 4           |            |   |       |       |
|  | Kanada           | 4           |            |   |       |       |
|  | Finland (e.str.) | 5           |            |   |       |       |

### Semifinaler
|       | 30 januari 2024 | Tjeckien | 3 – 1                     | Finland                          | Gangneung hockeycenter                                 |                                                        |
| 14:00 | 14:00           | (0–0, 3–0, 0–1) Summering                                                                                    | (0–0, 3–0, 0–1) Summering | (0–0, 3–0, 0–1) Summering        | Publik: 3 448 Domare: Mathieu Boudreau Adler Steenstra | Publik: 3 448 Domare: Mathieu Boudreau Adler Steenstra |
| 14:00 | 14:00           | |                           |                                  | Publik: 3 448 Domare: Mathieu Boudreau Adler Steenstra | Publik: 3 448 Domare: Mathieu Boudreau Adler Steenstra |
| 14:00 | 14:00           | Inga mål | Period 1                  | Inga mål                         | Publik: 3 448 Domare: Mathieu Boudreau Adler Steenstra | Publik: 3 448 Domare: Mathieu Boudreau Adler Steenstra |
| 14:00 | 14:00           | Nedorost (Ruml, Bělohorský) (PP2) (17:14) Bělohorský (Reisnecker) (19:06) Novák (Vaněček, Katolický) (29:11) | Period 2                  | Inga mål                         | Publik: 3 448 Domare: Mathieu Boudreau Adler Steenstra | Publik: 3 448 Domare: Mathieu Boudreau Adler Steenstra |
| 14:00 | 14:00           | Inga mål | Period 3                  | (34:32) Kähkönen (Arkko, Torkki) | Publik: 3 448 Domare: Mathieu Boudreau Adler Steenstra | Publik: 3 448 Domare: Mathieu Boudreau Adler Steenstra |
| 14:00 | 14:00           | |                           |                                  | Publik: 3 448 Domare: Mathieu Boudreau Adler Steenstra | Publik: 3 448 Domare: Mathieu Boudreau Adler Steenstra |

|       | 30 januari 2024 | Kanada                                                                        | 5 – 6 (e.str.)                 | USA                                                                       | Gangneung hockeycenter                             |                                                    |
| 20:00 | 20:00           | (0–0, 2–3, 3–2, 0–1) Summering                                                | (0–0, 2–3, 3–2, 0–1) Summering | (0–0, 2–3, 3–2, 0–1) Summering                                            | Publik: 2 238 Domare: Oskar Øvstedal Joseph Sewell | Publik: 2 238 Domare: Oskar Øvstedal Joseph Sewell |
| 20:00 | 20:00           |                                                                               |                                |                                                                           | Publik: 2 238 Domare: Oskar Øvstedal Joseph Sewell | Publik: 2 238 Domare: Oskar Øvstedal Joseph Sewell |
| 20:00 | 20:00           | Inga mål                                                                      | Period 1                       | Inga mål                                                                  | Publik: 2 238 Domare: Oskar Øvstedal Joseph Sewell | Publik: 2 238 Domare: Oskar Øvstedal Joseph Sewell |
| 20:00 | 20:00           | Di Iorio (17:19) Nyman (Lin, Preston) (PP2) (22:38)                           | Period 2                       | (16:39) Trottier (17:58) Hurlbert (Stuart) (19:44) Gordon-Carroll (Torre) | Publik: 2 238 Domare: Oskar Øvstedal Joseph Sewell | Publik: 2 238 Domare: Oskar Øvstedal Joseph Sewell |
| 20:00 | 20:00           | Preston (30:29) Preston (Lawrence) (38:31) Nyman (Verhoeff, Lawrence) (42:54) | Period 3                       | (32:22) Trottier (Berchild) (39:59) Trottier (Martyniuk, Schairer)        | Publik: 2 238 Domare: Oskar Øvstedal Joseph Sewell | Publik: 2 238 Domare: Oskar Øvstedal Joseph Sewell |
| 20:00 | 20:00           | Di Iorio · Preston · Nyman                                                    | Straffar                       | Hurlbert · Berchild · Francisco                                           | Publik: 2 238 Domare: Oskar Øvstedal Joseph Sewell | Publik: 2 238 Domare: Oskar Øvstedal Joseph Sewell |

### Bronsmatch
|       | 31 januari 2024 | Kanada                                                                                   | 4 – 5 (e.str.)                 | Finland                                                                      | Gangneung hockeycenter                             |                                                    |
| 13:00 | 13:00           | (3–2, 0–2, 1–0, 0–1) Summering                                                           | (3–2, 0–2, 1–0, 0–1) Summering | (3–2, 0–2, 1–0, 0–1) Summering                                               | Publik: 4 652 Domare: Oskar Øvstedal Joseph Sewell | Publik: 4 652 Domare: Oskar Øvstedal Joseph Sewell |
| 13:00 | 13:00           |                                                                                          |                                |                                                                              | Publik: 4 652 Domare: Oskar Øvstedal Joseph Sewell | Publik: 4 652 Domare: Oskar Øvstedal Joseph Sewell |
| 13:00 | 13:00           | Di Iorio (Edwards) (06:15) Lawrence (Lin, O'Donnell) (06:46) Verhoeff (Wassilyn) (06:58) | Period 1                       | (07:27) Laitinen (Myllyniemi, Rinne) (08:20) Arkko (Kähkönen, Kallio) (PP)   | Publik: 4 652 Domare: Oskar Øvstedal Joseph Sewell | Publik: 4 652 Domare: Oskar Øvstedal Joseph Sewell |
| 13:00 | 13:00           | Inga mål                                                                                 | Period 2                       | (25:34) Kallio (Nuutinen, Suvanto) (27:18) Kähkönen (Arkko, Piiparinen) (PP) | Publik: 4 652 Domare: Oskar Øvstedal Joseph Sewell | Publik: 4 652 Domare: Oskar Øvstedal Joseph Sewell |
| 13:00 | 13:00           | Preston (Lin) (38:58)                                                                    | Period 3                       | Inga mål                                                                     | Publik: 4 652 Domare: Oskar Øvstedal Joseph Sewell | Publik: 4 652 Domare: Oskar Øvstedal Joseph Sewell |
| 13:00 | 13:00           | Preston · Valentini                                                                      | Straffar                       | Uronen Myllyniemi                                                            | Publik: 4 652 Domare: Oskar Øvstedal Joseph Sewell | Publik: 4 652 Domare: Oskar Øvstedal Joseph Sewell |

### Final
|       | 31 januari 2024 | Tjeckien                  | 0 – 4                     | USA                                                                           | Gangneung hockeycenter                                 |                                                        |
| 20:00 | 20:00           | (0–1, 0–1, 0–2) Summering | (0–1, 0–1, 0–2) Summering | (0–1, 0–1, 0–2) Summering                                                     | Publik: 4 646 Domare: Rasmus Ankersen Mathieu Boudreau | Publik: 4 646 Domare: Rasmus Ankersen Mathieu Boudreau |
| 20:00 | 20:00           |                           |                           |                                                                               | Publik: 4 646 Domare: Rasmus Ankersen Mathieu Boudreau | Publik: 4 646 Domare: Rasmus Ankersen Mathieu Boudreau |
| 20:00 | 20:00           | Inga mål                  | Period 1                  | (08:39) Berchild (Francisco, Torre) (PP)                                      | Publik: 4 646 Domare: Rasmus Ankersen Mathieu Boudreau | Publik: 4 646 Domare: Rasmus Ankersen Mathieu Boudreau |
| 20:00 | 20:00           | Inga mål                  | Period 2                  | (21:04) Hurlbert (Stuart)                                                     | Publik: 4 646 Domare: Rasmus Ankersen Mathieu Boudreau | Publik: 4 646 Domare: Rasmus Ankersen Mathieu Boudreau |
| 20:00 | 20:00           | Inga mål                  | Period 3                  | (40:09) Berchild (Trottier, Hurlbert) (43:25) Torre (Berchild, Hurlbert) (PP) | Publik: 4 646 Domare: Rasmus Ankersen Mathieu Boudreau | Publik: 4 646 Domare: Rasmus Ankersen Mathieu Boudreau |
| 20:00 | 20:00           |                           |                           |                                                                               | Publik: 4 646 Domare: Rasmus Ankersen Mathieu Boudreau | Publik: 4 646 Domare: Rasmus Ankersen Mathieu Boudreau |

## Slutställning
| Pos | GR. | Lag          | S | V | ÖV | ÖF | F | GM | IM | MS  | P |
| --- | --- | ------------ | - | - | -- | -- | - | -- | -- | --- | - |
| 1   | A   | USA          | 4 | 1 | 2  | 1  | 0 | 20 | 15 | +5  | 8 |
| 2   | A   | Tjeckien     | 4 | 2 | 1  | 0  | 1 | 12 | 12 | 0   | 8 |
| 3   | B   | Finland      | 4 | 1 | 1  | 0  | 2 | 10 | 12 | −2  | 5 |
| 4   | B   | Kanada       | 4 | 2 | 0  | 2  | 0 | 21 | 12 | +9  | 8 |
| 5   | A   | Slovakien    | 2 | 0 | 0  | 1  | 1 | 6  | 8  | −2  | 1 |
| 6   | B   | Sydkorea (H) | 2 | 0 | 0  | 0  | 2 | 1  | 11 | −10 | 0 |